# Gútnico antiguo
El gútnico antiguo o gótnico antiguo es un descendiente del dialecto del nórdico antiguo que se hablaba en la isla de Gotlandia. Muestra las suficientes diferencias con el nórdico antiguo oriental para considerarlo una evolución diferente a la de los demás dialectos. El gútnico antiguo comprende el período aproximado entre los siglos XII y XVI, el gútnico tardío sobrevivió hasta principios del siglo XVIII aproximadamente.
La raíz gut es la misma raíz de Got y se usa a menudo para marcar las similitudes que tiene con la lengua gótica. El ejemplo más conocido de estas similitudes es que en gútnico antiguo y en gótico se denominan a las ovejas jóvenes y adultas del mismo modo. Estas similitudes han hecho que estudiosos como Elias Wessén o Dietrich Hofmann mantengan que hay una relación entre el gútnico antiguo y el gótico.
El diptongo del nórdico antiguo au (ex: auga > augä (ojo)) se mantuvo en nórdico antiguo occidental y en gútnico antiguo mientras en nórdico antiguo oriental se monoptonguiza hacia ø (øgha). Aun así, el diptongo ai de stain (piedra) se mantiene en gútnico antiguo mientras en nórdico antiguo occidental evoluciona a ei y en nórdico antiguo oriental se monoptonguiza en e. Finalmente, tenemos que el diptongo ey del proto-nórdico y del nórdico antiguo occidental evoluciona a oy en gútinco antiguo y en nórdico antiguo oriental monoptonguiza en ø. 
| Nórdico antiguo occidental | Gútnico antiguo | Nórdico antiguo oriental |
| -------------------------- | --------------- | ------------------------ |
| auga (ojo)                 | augä            | øgha                     |
| stein (piedra)             | stain           | sten                     |
| heyra (oír)                | hoyra           | høra                     |

La mayor parte del corpus que se conserva del gútnico antiguo se encuentra en la Gutasaga del siglo XIII. 
Texto de ejemplo:

þissi þieluar hafþi ann sun sum hit hafþi. En hafþa cuna hit huita stierna þaun tu bygþu fyrsti agutlandi fyrstu nat sum þaun saman suafu þa droymdi hennj draumbr. So sum þrir ormar warin slungnir saman j barmj hennar Oc þytti hennj sum þair scriþin yr barmi hennar. þinna draum segþi han firi hasþa bonda sinum hann riaþ dravm þinna so. Alt ir baugum bundit bo land al þitta warþa oc faum þria syni aiga. þaim gaf hann namn allum o fydum. guti al gutland aigha graipr al annar haita Oc gunfiaun þriþi. þair sciptu siþan gutlandi i þria þriþiunga. So at graipr þann elzti laut norþasta þriþiung oc guti miþal þriþiung En gunfiaun þann yngsti laut sunnarsta. siþan af þissum þrim aucaþis fulc j gutlandi som mikit um langan tima at land elptj þaim ai alla fyþa þa lutaþu þair bort af landi huert þriþia þiauþ so at alt sculdu þair aiga oc miþ sir bort hafa sum þair vfan iorþar attu.
Thielvar tenía un hijo denominado Hafthi. Y la mujer de Hafthi se denominaba Estrella Blanca. Ellos fueron el primeros en asentarse en Gotlandia. Cuando durmieron por primera vez en la isla, ella soñó que tres serpientes se ponían a su regazo. Lo explicó a Hafthi. Él interpretó su sueño y dijo: todo está atado con brazaletes, la isla será habitada, y tú concibirás tres hijos. Aunque los hijos no habían nacido, él los denominó Guti, el cual poseerá la isla, Graip y Gunfjaun. Los tres hijos dividieran la isla en tres regiones, y Graip, el cual era el más viejo de todos, se quedó con el norte, Guti el centro y Gunfjaun, el cual era el más joven de todos, se quedó con el sur. Muchos siglos después, sus descendentes eran tan numerosos que la isla no los podía mantener a todos. Lo hicieron a suertes y uno de cada tres isleños tuvo que marchar de la isla. Se podían llevar todas sus posesiones excepto la tierra.